# Barclay Curle
Barclay Curle est le nom d'un chantier naval britannique.
La société a été fondée par Robert Barclay en 1818 dans le quartier de Whiteinch à Glasgow (Écosse).

## Historique
La société a été fondée par Robert Barclay à Stobcross à Glasgow, en Écosse, en 1818. En 1862, la société a construit un grand chantier de construction mécanique à Stobcross à Glasgow. En 1876, la société a déplacé son chantier en aval de la rivière, à Whiteinch. Elle a été constituée en société en 1884 sous le nom de Barclay Curle. En 1912, Barclay Curle a racheté à John Shearer & Sons le chantier naval voisin d'Elderslie à Scotstoun, afin de prendre les commandes excédentaires que le chantier existant de Clydeholm à Whiteinch ne pouvait pas traiter. Barclay Curle lui-même a été racheté en 1912 par Swan Hunter.
Le 11 novembre 1911, ils ont lancé du chantier de Clydeholm le MS Jutlandia pour la flotte marchande danoise, le premier navire à moteur à pétrole de construction britannique conçu pour le service océanique.
En 1913, la North British Diesel Engine Works a été construite au chantier naval Clydeholm de la société à Whiteinch, un bâtiment moderniste novateur conçu par Karl Bernhard et supervisé par John Galt, qui a été influencé par l'usine de turbines AEG de Peter Behrens à Berlin en 1909 et qui est encore debout aujourd'hui. En 1920, une grande grue Titan a été construite sur le quai adjacent à l'usine de moteurs du chantier naval de Clydehom par Sir William Arrol & Co. afin de permettre le transfert des moteurs pour l'équipement des navires amarrés à quai. C'est l'un des quatre exemplaires qui restent sur la rivière Clyde, avec ceux de Finnieston, Clydebank et Greenock.
Pendant la Première Guerre mondiale, le chantier Barclay Curle a construit quatre canonnières de la classe Insect pour la Royal Navy.
Barclay Curle, propriété de Swan Hunter, a cessé de construire des navires dans son chantier naval de Clydeholm à Whiteinch, Glasgow en 1968, concentrant ses opérations sur ses chantiers de Tyneside. Le chantier Elderslie, situé plus à l'ouest, de l'autre côté de Scotstoun, et exploité par Barclay Curle, a été racheté par Yarrow Shipbuilders en 1974. Le North British Diesel Engine Works a continué et a été acheté par la société d'ingénierie marine Sulzer jusqu'à ce qu'il soit nationalisé en tant que partie de British Shipbuilders dans le cadre de l'Aircraft and Shipbuilding Industries Act 1977 et qu'il transfère la production aux systèmes d'armes navales de British Aerospace (missiles Sea Dart et Sea Wolf) à la fin des années 1970, pour finalement devenir une zone industrielle au milieu des années 1980.
Faisant partie du groupe Seawind, la société n'est plus basée à Glasgow mais conserve des installations de réparation de navires à Birkenhead, dans le Merseyside, et à Appledore, dans le Devon.
Les archives de la société Barclay Curle sont conservées aux Archives municipales de Glasgow.